# 요시노 유타로
요시노 유타로(일본어: 吉野 裕太郎, 1996년 10월 18일~)는 일본의 축구 선수이다.

## 구단 경력
그는 2018년 일본 지역 리그의 에스페란사 SC에 입단했다. 2019년 9월 YSCC 요코하마 2nd로 이적했다. 2020년 J3리그의 YSCC 요코하마로 승격했다.